# Günz Glaciaal
| Correlatieschema | Correlatieschema | Correlatieschema | Correlatieschema |
| Alpien           |                  | Scandinavisch    | M.I.S.           |
| ---------------- | ---------------- | ---------------- | ---------------- |
| Würm             | =                | Weichselien      | 2-5d             |
| Riss-Würm        | =                | Eemien           | 5e               |
| Riss             | =                | Saalien          | 6                |
| Mindel-Riss      |                  | ?                |                  |
| Mindel           | =                | Cromerien-A      | 16?              |
| Günz-Mindel      |                  | ?                |                  |
| Günz             |                  | Tiglien          | 92?              |
| Donau-Günz       |                  | ?                |                  |
| Donau            |                  | ?                |                  |
| Biber-Donau      |                  | ?                |                  |
| Biber            |                  | Pretiglien?      |                  |
| tabel 1          |                  |                  |                  |

De etage Günz (of Günz Glaciaal) is een periode van vergletsjering in de Alpen gebaseerd op afzettingen in een terras van de Günz. De Günz is een ongeveer 55 kilometer lange zijrivier aan de rechteroever van de Donau in het gebied van het Iller-Lech Plateau in (Zuid-Duitsland).
Het Günz Glaciaal maakt deel uit van de Alpiene onderverdeling van het Pleistoceen. Voor Noord-Europa bestaat een andere indeling die is gebaseerd op de vergletsjeringen vanuit Scandinavië. De term Günz wordt in het gebied van de Scandinavische vergletsjeringen dus niet gebruikt. Het is niet volledig bekend welke glacialen uit beide indelingen met elkaar in tijd overeenkomen (correleren) (Zie tabel 1).
Het Günz Glaciaal werd vaak met een van de glacialen uit de super-etage Cromerien gecorreleerd, ook het Menapien wordt af en toe genoemd, echter recent onderzoek heeft uitgewezen dat gesteenten uit het terraslichaam wat oorspronkelijk door Penck & Brückner als Günz is beschouwd een ouderdom van 2.35 Ma heeft. Dat betekent dat het Günz met een glaciaal uit het Vroeg Tiglien overeenkomt, mogelijk correlerend met mariene isotopen etage (MIS) 92.
Het Günz Glaciaal wordt verder vaak gecorreleerd met het Engelse Beestonian en het Noord-Amerikaanse Nebraskan. Beide correlaties zijn echter tamelijk speculatief. Als de datering van 2.35 Ma voor het Günz glaciaal inderdaad juist is dan is dit glaciaal zeker veel ouder dan het Beestonian. Het Nebraskan wordt tot de pre-Illinoian glacialen gerekend. Hoewel het Nebraskan als het oudste glaciaal in Noord-Amerika beschouwd wordt, betekent het dat de ouderdom van deze periode ligt tussen 0.3-2.6 Ma.